# 히스티오나과
히스티오나과(Histionidae)는 자코바목에 속하는 엑스카바타 원생생물과의 하나이다.

## 하위 분류
- 히스티오나속 (Histiona)
  - H. aroides Pascher 1943
  - H. zachariasi Voigt 1902
  - H. velifera (Voigt 1901) Pascher 1943
- 레클리노모나스속 (Reclinomonas)
  - R. americana
- ? Stenocodon
- ? Stomatochone Pascher, 1942